# 算術の基礎
『算術の基礎』（さんじゅつのきそ、Die Grundlagen der Arithmetik）とは1884年に出版されたゴットロープ・フレーゲの本のことである。この本の中でフレーゲは算術の哲学の基礎を研究している。文学的・哲学的価値をもつ傑作の中で、フレーゲは他の数の理論を破壊し、彼自身の数の理論を開発した。
『算術の基礎』はまた、フレーゲの後の論理主義の仕事を動機づける助けとなった。この本は出版されたとき、評判がよくなく、広く読まれなかった。 この本はしかし、バートランド・ラッセルとルートヴィヒ・ウィトゲンシュタインの注意を引き、2人ともフレーゲの哲学から重い影響をうけた。

## ３つの原則
彼は，論理主義に基づく算術の基礎の探求のために３つの原則を立てる（緒論X）。
1. 心理的なものと論理的なもの、主観的なものと客観的なものを区別する（心理主義批判）。
2. 語の意味は命題という脈絡において問われなければならない（文脈原理）。
3. 概念と対象の区別

## 先行者の批判

### 心理主義批判
フレーゲは数学のあらゆる心理的な記述に反対する（緒論V-X）。数学が純粋に客観的であるのに対し、心理的な記述は主観的なものに訴える。 数学は人間の思考から完全に独立している。 数学的実在にはそれらについて考えている人間に無関係に客観的な特性がある。数学的言明は人類の歴史と進化を通じて自然に進化した何かとして考えることはできない。

### カントの総合的アプリオリ
- 分析的判断 - 述語の内容が主語の中に含まれている。例：「独身者は結婚していない」
- 総合的判断 - 述語の内容が主語の外にある。論理だけでは証明不可能。例：「A君は結婚していない」。総合的判断が真と知られると我々の認識は拡張する。
- アプリオリ - 経験に依存しない。例：「三角形の内角の和は二直角である」
- アポステリオリ - 経験に依存する。例：「すべてのカラスが黒い」

判断は「分析的アプリオリ」な判断か、「総合的アポステリオリ」な判断のどちらかと考えられる。
しかし、カントは、数学は「総合的アプリオリ」であるという。例として、「7+5=12」という命題では7+5という概念を分析しても12という概念は出てこない。したがって、この命題は総合的である（カントは、このことはもっと大きな数を使ってみればいっそうはっきりすると言う）。ところが、我々は経験によらず、感性による直観（5本の指のような）を援用して12という概念を手に入れることができる。つまり、これはアプリオリな判断である(§5)。

### フレーゲの分析的アプリオリ
フレーゲはカントの仕事を大いに評価する。しかし、フレーゲは、幾何は「総合的アプリオリ」であると同意する（§13）一方で、算術は「分析的アプリオリ」であるとする。つまり、7+5の概念を分析するだけで12の概念が得られる。
フレーゲは、135,664+37,863=173,527　という式の中のどの数に対しても何の直観も持てないが、それにもかかわらず我々はそれが真であると断言できると言う。彼はこのことをこの命題が分析的である証拠として提出する（§5）。
そして、カントと異なり、分析的に得た帰結は我々の知識を拡張するとする。帰結は定義の中に種子の中の植物のように含まれている（§88）。

## フレーゲ自身の数の見方の開発
フレーゲは1+1=2のような特定の数の言明と、a+b=b+aのような一般的な言明とを区別する。後者は前者とまったく同じように数の真な言明である。したがって、数自身の概念の定義を求める必要がある。フレーゲは数が外的なものの中で決定されるという可能性を追究する。
彼は自然言語において数がちょうど形容詞のように機能するようすを示す。「この机は5つの引き出しを持っている」は形の上で「この机は緑の引き出しを持っている」に似ている。引出しが緑であることは外的な世界に基づく客観的な事実である。しかし、5についてはそうではない。フレーゲはこのことからただちに数が主観的であるわけではないと急いで我々に思い出させる。確かに、数は色に、少なくとも、ともに全面的に客観である点で似ている（§22）。
フレーゲは数の単語が形容詞的に現れる（たとえば「4頭の馬がいる」）場所では、数の言明を、数の項が単項として現れる（「馬の数は4である」）言明に変えることができると我々に告げる。フレーゲは数を対象（客体）と捉えるのでこのような翻訳を推奨する。どんな対象でもそれが4に属するかどうかを問うことは意味をなさない。フレーゲは、数が対象であると考えるいくつかの理由をあたえた後、数の言明が概念についての主張であると結論する。
フレーゲはこの観察を『算術の基礎』の基本的な思考であると捉える。こうして納屋の馬の数が4であると私がいうとき、私は4つの対象が馬の概念に属すると言っている。フレーゲは基数操作の文脈的定義によって我々の数の把握を説明しようと試みる(§55)。彼はヒュームの原理（FとGの個数が等しい、または一対一対応がついている]とき、そのときに限り、Fsの数はGsの数に等しい）によって数のアイデンティティを含む判断の内容を組み立てるように試みる(§63)。彼は、「Fsの数」という形式でない単項が個別の記号を配置するとき、それが個別の言明の真理値を固定しないのでこの定義を拒否する。
フレーゲは続けて、概念の外延という用語で数の明示的な定義を与える（§68）が、いくぶんの躊躇も表明している。

## フレーゲの数の定義
フレーゲは、数が対象であり、概念についての何かを主張すると議論する。フレーゲは数を概念の外延として定義する。「Fの数」は、概念Gの外延が、Fと等数の概念であるとして定義される(§68)。問題の概念はFの数を持つ（Fを含む）あらゆる概念の同値クラスをもたらす。フレーゲは、0を、非自己同一である概念の外延と定義する(§74)。 したがって、この概念の数はその下にどの対象も属しないようなすべての概念の外延である。

### 原書
- Die Grundlagen der Arithmetik,1884,Breslau Verlag von W.Koeber.略号[GLA]

### 翻訳
- 三平正明・土屋俊・野本和幸 訳『フレーゲ著作集〈2〉算術の基礎』勁草書房（原著2001年11月）。ISBN 4326148217。

### 研究書
- 田畑博敏『フレーゲの論理哲学』九州大学出版会（原著2002年）。ISBN 4873787122。
- アンソニー, ケニー『フレーゲの哲学』法政大学出版局〈叢書・ウニベルシタス〉（原著2001年4月）、p. 721頁。ISBN 4588007211。
- 野本和幸『フレーゲ入門…生涯と哲学の形成』勁草書房（原著2003年）。ISBN 4326199059。